# Calidris pugnax
Il combattente (Calidris pugnax (Linnaeus, 1758)) è un uccello della famiglia degli Scolopacidi, appartenente al genere Calidris.

## Descrizione
Presenta dimorfismo sessuale molto marcato con i maschi molto più grandi delle femmine e con forte variabilita cromatica da individuo a individuo. Durante il periodo riproduttivo i maschi presentano un caratteristico ventaglio intorno al capo e una cresta sulla sommità della testa.
I maschi, lunghi fino a 35 cm, si presentano più grandi delle femmine che arrivano a 25 cm.

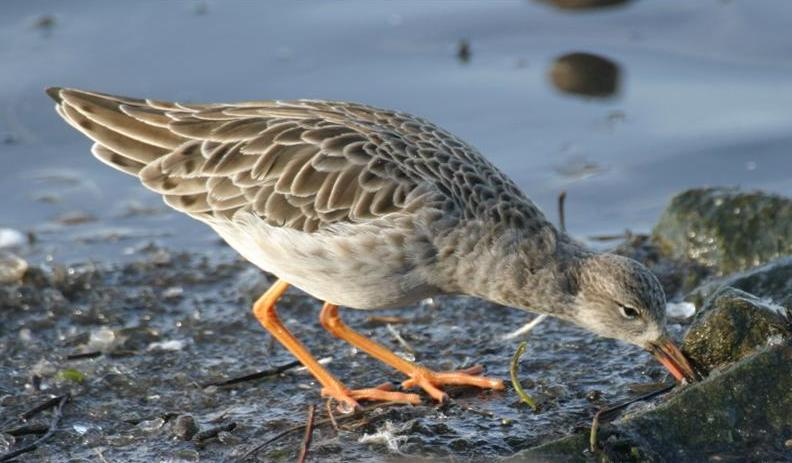
Maschio in abito invernale
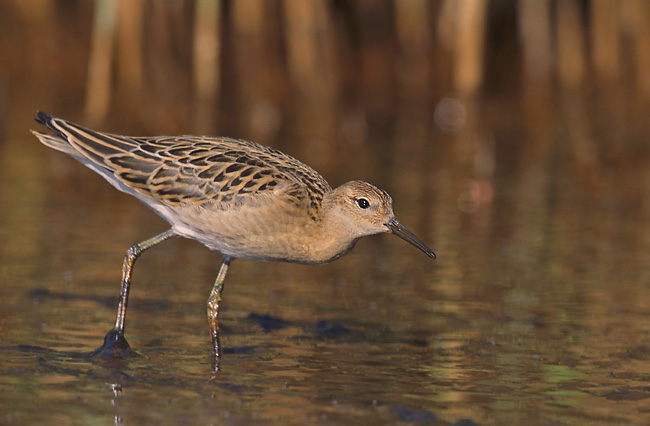
Femmina
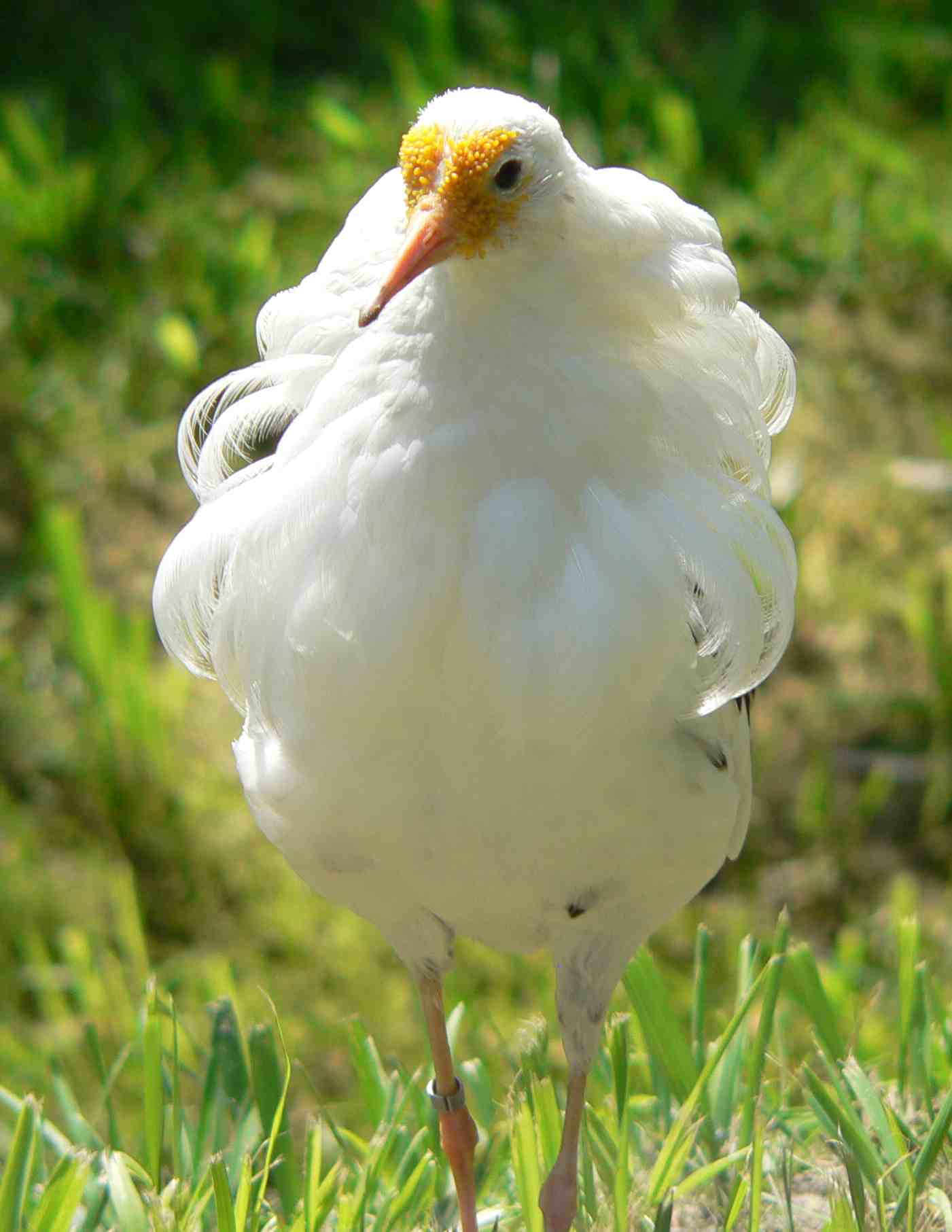
Maschio in abito da parata
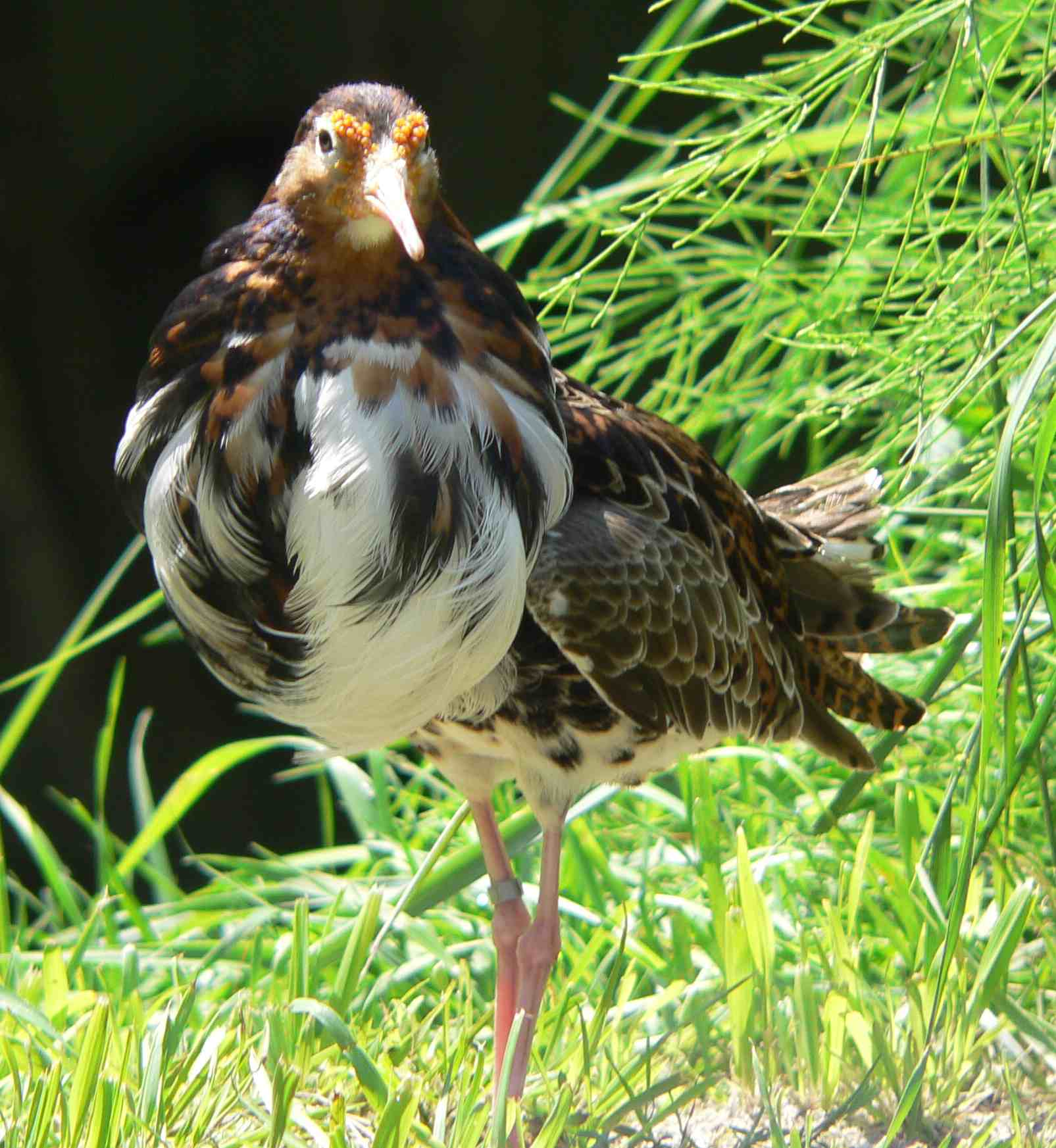
Maschio in abito da parata
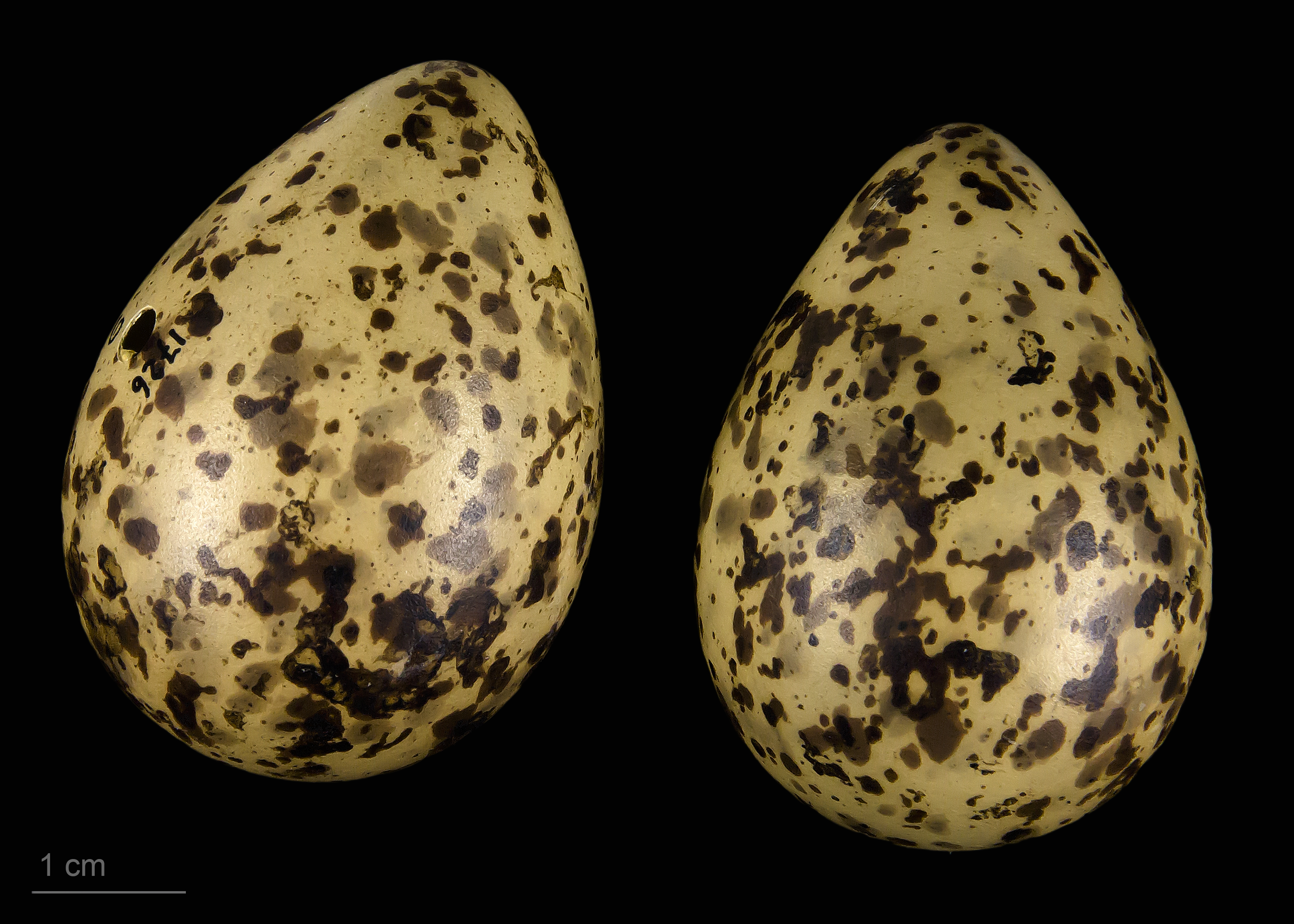

## Distribuzione e habitat
È una specie migratrice, che nidifica, da maggio ad agosto, nella parte settentrionale dell'Eurasia. In autunno migra, formando stormi di alcune migliaia di esemplari, verso i siti di svernamento in Africa, Asia meridionale e Australia.

## Alimentazione
Frequenta le rive del mare e dei fiumi e le zone paludose in genere, dove si nutre di insetti, molluschi e semi.